# NXT TakeOver: Dallas
NXT TakeOver: Dallas was een professioneel worstelshow en WWE Network evenement dat georganiseerd werd door WWE voor hun NXT brand. Het was de 9e editie van NXT TakeOver en vond plaats op 1 april 2016 in het Kay Bailey Hutchison Convention Center in Dallas, Texas.
Het evenement was bekend voor de respectievelijk debuut matches voor Shinsuke Nakamura en Austin Aries. Ook was het ekend als het begin van Asuka's record brekende periode als NXT Women's Champion. Voor Sami Zayn en Baron Corbin waren dit hun laatste verschijning bij NXT voordat hun naar het hoofdrooster werden gestuurd.

## Matches
| Nr. | Match                                                                                       | Winnaar(s)          | Opmerkingen                                                             | Bron  |
| --- | ------------------------------------------------------------------------------------------- | ------------------- | ----------------------------------------------------------------------- | ----- |
| 1   | American Alpha (Chad Gable & Jason Jordan) vs. The Revival (Dash Wilder & Scott Dawson) (c) | American Alpha (nc) | Tag team match voor het NXT Tag Team Championship                       | [ 2 ] |
| 2   | Austin Aries vs. Baron Corbin                                                               | Austin Aries        | Eén-op-één match.                                                       | [ 2 ] |
| 3   | Shinsuke Nakamura vs. Sami Zayn                                                             | Shinsuke Nakamura   | Eén-op-één match.                                                       | [ 2 ] |
| 4   | Asuka vs. Bayley (c)                                                                        | Asuka (nc)          | Eén-op-één match voor het NXT Women's Championship. Asuka won door TKO. | [ 2 ] |
| 5   | Finn Bálor (c) vs. Samoa Joe                                                                | Finn Bálor          | Eén-op-één match voor het NXT Championship.                             | [ 2 ] |